# Сельское поселение Богатое
Сельское поселение Богатое — муниципальное образование в Богатовском районе Самарской области.
Административный центр — село Богатое.

## Административное устройство
В состав сельского поселения Богатое входят:
- село Богатое,
- село Заливное,
- село Ивановка,
- село Кураповка,
- посёлок Заливной,
- железнодорожная будка 1192 км,
- железнодорожная станция Заливная.